# Richard Woltereck
Richard Woltereck (* 6. April 1877 in Hannover; † 23. Februar 1944 in Seeon) war ein deutscher Zoologe und Hydrologe. Als einer der ersten wies er auf das biologische Gleichgewicht und die Ökologie bzw. das Ökosystem hin. Zudem war er Vater der Biologin Eva Roth-Woltereck (* 8. März 1922; † 24. Februar 2003 in Seeon) und der deutschen Autorin und Journalistin Irene Seligo, die unter anderem für die Zeit tätig war.

## Leben
Er studierte 1895 bis 1898 Naturwissenschaften und Medizin in Leipzig und Freiburg im Breisgau und nahm 1898 an einer Tiefsee-Expedition bei Kamerun teil. Die Promotion erfolgte 1898 zum Dr. phil. in Zoologie bei August Weismann an der Universität Freiburg Zur Bildung und Entwicklung des Ostrakoden-Eies. Er wurde Assistent am Zoologischen Institut in Leipzig und nahm in den Jahren 1898 und 1899 an der Valdivia-Expedition teil; aufgrund einer Infektion mit Malaria musste er die Teilnahme vorzeitig abbrechen. Die auf der Expedition gesammelten Siphonophoren und Hyperiden wurden von ihm anschließend bearbeitet.
1901 erfolgte die Habilitation für vergleichende Anatomie und Zoologie an der Universität Leipzig über den feineren Bau der Polygordius-Larve der Nordsee und die Entstehung des Annelids in derselben. Mehrere Forschungsreisen führten ihn in die Nordsee und ins Mittelmeer. 1901 bis 1905 war er Privatdozent für Zoologie und Vergleichende Anatomie an der Universität Leipzig. Er wurde im Jahr 1905 mit der Leitung der Biologischen Station Lunz beauftragt, übernahm allerdings auch im selben Jahr eine wissenschaftliche Tätigkeit und wurde außerordentliche Professor für Zoologie, ab 1909 dann ordentlicher Professor für Zoologie an der Universität Leipzig.
Das Zoologische Institut der Universität Ankara berief ihn im Jahr 1933 als „Reichsprofessor“ an die naturwissenschaftliche Fakultät. Er wurde dafür ab 25. Februar 1933 zunächst für ein Jahr beurlaubt, was in der Folge – unter Wegfall seiner Dienstbezüge – verlängert wurde. Am Hydrobiologischen Institut in Istanbul arbeitete Woltereck unter anderem mit Helmut Lissner am Institut für Fischereiwesen. Nach Differenzen über die Ausrichtung seines Lehrstuhls wurde Woltereck 1937 durch die türkischen Behörden fristlos gekündigt. Eine Nominierung als ordentlicher Professor an der Universität Leipzig in den Jahren 1936 und 1937 wurde vom Kultusministerium abgelehnt.
Woltereck war nach 1915 von der Schweiz aus mit Hermann Hesse in der Kriegsgefangenenfürsorge, speziell der Versorgung mit Lektüre, tätig. Woltereck verhinderte Hesses Einberufung 1917. Er gab 1919 mit ihm und Franz Carl Endres eine pazifistische und lebensreformerische Zeitschrift Vivos voco. Zeitschrift für neues Deutschtum heraus und arbeitete im Internationalen Versöhnungsbund um Arthur Pfeifer mit. Im Dienste der Zeitschrift, die nach Hesses Ausscheiden den Titel Werkland erhielt, gründete er das Deutsche Fürsorgebüro in Leipzig und einen Jugendhof in Holzhausen (Leipzig), der kriegsgeschädigten Kindern Unterkunft, Arbeit und Bildung bot. In Seeon am Chiemsee leitete er 1926 ein biologisches Laboratorium und richtete einen Werklandhof ein. 1919 begründete er zahlreiche Volkshochschulen in Sachsen und Thüringen mit.
Er begründete zusammen mit mehreren bekannten Biologen die Internationale Revue der gesamten Hydrobiologie und Hydrographie. Er war seit 1933 Mitglied der Deutschen Akademie der Naturforscher Leopoldina und der Wisconsin Academy of Sciences, Arts and Letters.
1933 unterzeichnete er das Bekenntnis der Professoren an den deutschen Universitäten und Hochschulen zu Adolf Hitler.

## Werk
Woltereck beobachtete über viele Jahre das Verhalten von Kleinkrebsen unter verschiedenen Lebensbedingungen und stellte fest, dass ihnen jeweils spezifische vererbliche Gestalt- und Verhaltensnormen zu eigen waren. Mit einer rein kausal-materialistischen Erklärung schien ihm dieses Verhalten nicht vereinbar zu sein.
Wie der Lebensphilosoph Hans Driesch für die Gestaltung der Lebewesen nichtmaterielle Entelechien annahm, war auch Woltereck der Meinung, dass nicht im Raum vorfindbare leitende Faktoren im lebendigen Geschehen unabdingbar seien. Er schrieb den Lebewesen, die er als „subjektische Zentren“ sah, ein „Innen“ zu, das vor allem die Determinanten (Normen, Imagoide, Ideen) für ihr Werden und Sein enthalte. Der Schwierigkeit, wie immaterielle Faktoren auf materielle Prozesse einwirken können, hielt er mit Berufung auf Hermann Lotze einfach das „Gelten“ dieser Determinanten entgegen, gleich wie im anorganischen Bereich die „Konstanten“ das Wesen der Dinge mitbestimmen.
Diese Ideen baute Woltereck in seinem Hauptwerk „Die Ontologie des Lebendigen“ (1940) philosophisch weiter aus zu einem „Monismus des Einen, Ganzen, Progressiven Geschehens“. Ein Hauptgesichtspunkt seiner Überlegungen ist die Anamorphose, die Tatsache, dass das Lebendige im Lauf seiner Geschichte sich immer reicher differenziert und „höher“ entwickelt, wobei eine Richtung zur Verfeinerung, Sublimierung vorgezeichnet ist. Das Lebendige besteht aus Prozessen. Diese verlaufen zwar durchweg kausal-mechanisch und bilden den „Apparat“, der in seinem Wesen aber von Innen, von den geltenden Determinanten bestimmt werde. Alles Lebensgeschehen komme aus einer Vielheit innerer vitaler Faktoren und Tendenzen zustande. Diese seien es, die den physiologischen Energie- und Stoffwechsel dirigieren, benutzen und aus physikalisch-chemischen Vorgängen Leben machen – Lebendigkeit sei ein Vorgang, der sich nicht im Raum ausreichend erklären lasse.
Hermann Keyserling besprach das Buch in seiner Zeitschrift Das Erbe der Schule der Weisheit. Der Weg zur Vollendung, 32./33. Heft, 1942.

## Publikationen (Auswahl)
- Variation und Artbildung. Analytische und experimentelle Untersuchungen an pelagischen Daphnidne und anderen Cladoceren, Bern 1919.
- Über die Spezifität des Lebensraumes, der Nahrung und der Körperformen bei pelagischen Cladoceren und über „Ökologische Gestalt-Systeme“,  In: Biologisches Zentralblatt. 48, 1928, S. 521–551
- Grundzüge der allgemeinen Biologie. Die Organismen als Gefüge, Getriebe und Normen, Stuttgart 1932.
- Philosophie der lebendigen Wirklichkeit, 2 Bde., Stuttgart 1932–1940
  - Grundzüge einer allgemeinen Biologie, 1932
  - Die Ontologie des Lebendigen, 1940